# Lox Pratt
Pour les articles homonymes, voir Pratt.
Lox Pratt est un acteur britannique né entre 2011 et 2012. En mai 2025, il a été choisi pour interpréter Drago Malefoy dans la série télévisée Harry Potter, produite par HBO.

## Biographie
Il est le fils de Kath Pratt, fondatrice de Soweni, une communauté d'apprentissage autogérée en Cornouailles. Il a trois frères.
En septembre 2022, âgé de 10 ans, il participe à la conférence Rethinking Education à Londres.
En 2024, il joue dans Sa Majesté des mouches (en) le rôle de Jack.
Il participe également à production théâtrale comme en 2025 avec The Red Shoes.
En mai 2025, il est choisi pour interpréter le rôle de Drago Malefoy dans la série télévisée Harry Potter produite par HBO, qui sera diffusée à partir de 2027.

## Filmographie

### Télévision

#### Séries télévisées
- 2027 : Harry Potter (série télévisée) : Drago Malefoy
- En production : Sa Majesté des Mouches (en) de Marc Munden (en) : Jack Merridew

## Théatre
- 2025 : The Red Shoes